# Legoli
Legoli (pronunciare Légoli; da Castrum Leguli) è una frazione del comune italiano di Peccioli, nella provincia di Pisa, in Toscana.
Come riporta il Repetti (vedi bibliografia) si tratta di un castello con pieve, Santi Bartolommeo e Giusto, già filiale dell'antica battesimale di Tojano, nella Comunità Giurisdizione e circa 4 miglia a levante di Peccioli, Diocesi di Volterra, Compartimento di Pisa.

## Geografia fisica
Risiede sulla cresta di una collina tufacea, nella quale scorrono alcuni torrenti che lo dividono dai vicini paesi  di Toiano e di Montefoscoli.

## Storia
Se non vi fosse ragione di dubitare che volesse riferire a Cigoli, piuttosto che a Legoli, la donazione fatta nel secolo X dalla contessa Willa madre del gran conte Ugo alla chiesa di San Ponziano di Lucca, cui assegnò la sua corte de Liguli insieme con la terra che dicevasi Mortadinga, e un'altra corte presso San Miniato, non vi sarebbe fra le memorie di Legoli una più antica di quella, cui poco tempo dopo tenne dietro un diploma di Ottone III del 999 a favore del Monastero di San Ponziano riportato dal Puccinelli e dal Lami. Nei quali scritti trovasi ripetuta la corte de Liguli, ch'essere doveva de Ciguli sotto San Miniato.
Né tampoco questo Legoli deve confondersi col Colle di Leoli, sebbene entrambi con chiesa dedicata a San Bartolommeo, e l'uno e l'altro in Val d'Era: poiché il primo fu sempre della diocesi di Volterra, e l'altro della diocesi di Lucca, attualmente di quella di San Miniato.
Quindi, come il Repetti avverte, è necessario stare in guardia sull'equivoco, nel quale incorsero certi copisti di antiche carte, dalle quali attinsero i successivi scrittori, coll'applicare al castello di Legoli i documenti di Colleoli, oppure di Cigoli, come anche altri che volessero riferire al villaggio di Ceoli, sul fiume Cascina, ossia di Cevoli, nella ripa destra dell'Arno pisano.
Quindi non possiamo citare relativamente al Castello di Legoli documento più antico di quello del 22 gennaio 1139 pubblicato dall'Ammirato nella sua opera dei vescovi di Volterra, di Arezzo e di Fiesole. Riguarda un contratto, col quale il conte Ranieri di Travale dei Pannocchieschi figlio che fu del conte Ugolino, e la contessa Sibilla sua moglie, stando nel loro castello di Travale, vendettero per il prezzo di cento lire ad Adimaro Adimari fiorentino vescovo di Volterra, che acquistava per la sua chiesa, tutti i beni che eglino possedevano nei seguenti confini; cioè, dal Castello di Pignano sino al fiumicello Fosci che mette in Cecina, dallo stesso Castello di Pigliano secondando il corso dell'Era sino al suo sbocco in Arno e di là persino al mare. Nello stesso atto i due coniugi Pannocchieschi rinunziarono al giuspadronato che ad essi competevasi della chiesa dei Santi Giusto e Bartolommeo nel castel di Legoli, e a tuttociò che potesse appartener loro nel distretto medesimo di Legoli, in quelli di Vignale, di Castelfalfì, della villa di Celle, di Ghizzano, di Laiatico, di Sant'Ottaviano e di San Vittore.
Salito pertanto che fu sulla cattedra di Volterra il potente Ildebrando della stessa prosapia dei Pannocchieschi, gli riuscì facile amalgamare e rendere più valide le proprie forze con i diritti della sua chiesa, allorché nel 1186 egli ottenne da Arrigo VI, vivente ancora l'Imperatore Federico I, un privilegio che gli accordava la giurisdizione feudale non solamente sugli antichi possessi della chiesa volterrana, ma ancora sopra molti feudi della sua prosapia, fra i quali feudi fu compresa la metà della giurisdizione di Legoli, di Vignale, di Castelfalfi ecc.
A far meglio conoscere l'incostanza di quei tempi concorre un diploma spedito a favore dei Pisani dallo stesso Arrigo VI, dopo salito sul trono imperiale (anno 1193) col quale furono assegnati dentro i confini del contado di Pisa, e conseguentemente sotto la giurisdizione politica di quel Comune, i castelli di Peccioli, di Monte Cuccari, di Ghizzano, di Castelfalfi, di Camporena, di Vignale, di Legoli ecc.
Possedeva pure dei beni nel territorio di Legoli la distrutta badia dei Camaldolesi di San Cassiano a Carisio sul Roglio, siccome risulta da due bolle dei Pontefici Lucio III e Clemente III, spedite nel 1181 e 1188, a favore della prenominata badia. Nel principio del secolo XIII il castel di Legoli era presidiato dalle milizie della Repubblica pisana, la quale, al dire di uno dei suoi cronisti, intorno al 1336 fece disfare il fortilizio di Legoli per timore che quei terrazzani v'introducessero dei Guelfi fuorusciti di Pisa.
Gli abitanti di Legoli si diedero spontaneamente ai Fiorentini nel 1405, dai quali ottennero favorevoli capitolazioni.
Quantunque nella posteriore sollevazione di Pisa (anno 1494) Legoli ritornasse sotto il dominio pisano, non corsero però molti mesi che la Signoria di Firenze inviò genti armate con due commissarii di guerra (Pier Capponi e Bernardo Nasi) a ricuperare in Val d'Era le castella che tanto baldanzosamente dai Pisani erano state tolte; talché di prima giunta l'oste si diresse al castello di Legoli, i di cui abitanti, datisi liberamente ai Fiorentini, furono ricevuti senza far loro alcun danno. (AMMIR. Istor. Flor. Lib. XX).
La parrocchia dei Santi Giusto e Bartolommeo a Legoli nel 1551 contava 476 abitanti. Nel 1745 ne aveva 423, e nel 1833 erano aumentati fino a 658 abitanti.

## Monumenti e luoghi d'interesse

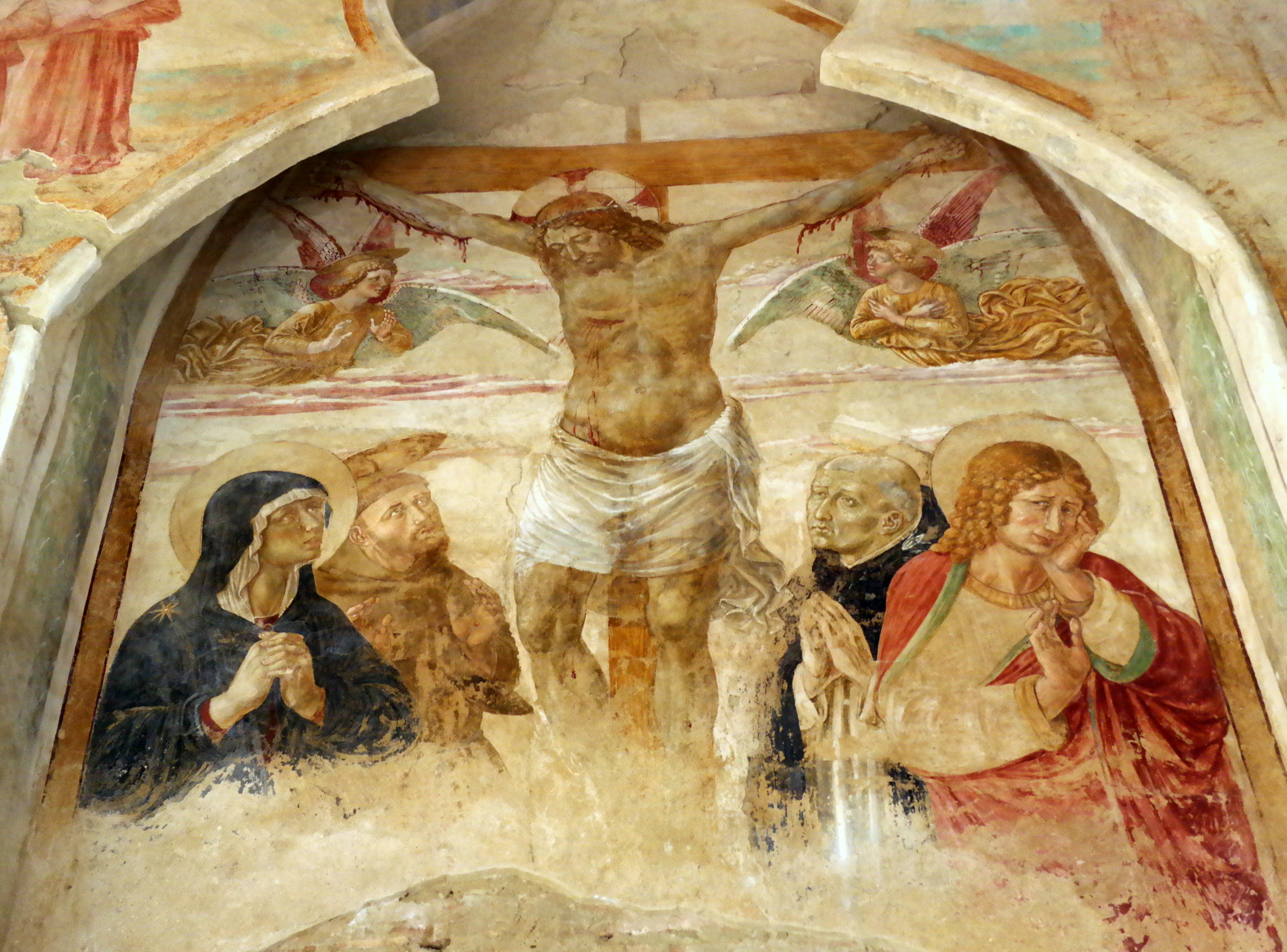
Tabernacolo di Benozzo Gozzoli

L'opera d'arte di maggior pregio è senz'altro il monumentale tabernacolo dipinto da Benozzo Gozzoli tra il 1479 e il 1480, allorquando il pittore che in quel periodo soggiornava a Pisa, scappò in queste campagne per sfuggire alla peste che imperversava in tutta la Toscana.
Il tabernacolo del Gozzoli fu inglobato nell'odierno oratorio nel 1822 ad opera di Alessio del Fanteria ricevendo la dedicazione a santa Caterina. Originariamente si trovava fuori dell'antico abitato, mentre oggi si trovano nelle sue vicinanze fabbricati di nuova costruzione.

## Economia
Nei pressi della frazione è presente la discarica, con impianto di smaltimento e trattamento rifiuti, della Belvedere SpA.